# Erechtia
Erechtia är ett släkte av insekter. Erechtia ingår i familjen hornstritar.

## Dottertaxa tillErechtia, i alfabetisk ordning[1]
- Erechtia abbreviatus
- Erechtia albipes
- Erechtia bicolor
- Erechtia binotata
- Erechtia brevis
- Erechtia brunneidorsata
- Erechtia carbonaria
- Erechtia decipiens
- Erechtia gibbosa
- Erechtia gilvitarsi
- Erechtia guyanensis
- Erechtia immaculata
- Erechtia longa
- Erechtia minor
- Erechtia minuta
- Erechtia minutissima
- Erechtia nigrovittata
- Erechtia ophthalmica
- Erechtia poecila
- Erechtia pulchella
- Erechtia punctipes
- Erechtia sallaei
- Erechtia sanguinolenta
- Erechtia subtrigona
- Erechtia succedanii
- Erechtia torva
- Erechtia transiens
- Erechtia tricostata
- Erechtia trimaculata
- Erechtia trinotata
- Erechtia truncata
- Erechtia uniformis